# Zofia Bielczyk
Zofia Bielczyk, née Filip le 22 septembre 1958, est une ancienne athlète polonaise, spécialiste du sprint et des haies. Elle a remporté plusieurs médailles lors des championnats d'Europe d'athlétisme en salle.

## Palmarès

### Jeux olympiques d'été
- Jeux olympiques d'été de 1980 à Moscou ( Union soviétique) :
  - 8e sur 100 m haies
  - 7e en relais 4 × 100 m

### Championnats d'Europe d'athlétisme en salle
- Championnats d'Europe d'athlétisme en salle de 1977 à Saint-Sébastien ( Espagne)
  -  Médaille d'argent sur 60 m haies
- Championnats d'Europe d'athlétisme en salle de 1978 à Milan ( Italie)
  - 5e sur 60 m haies
- Championnats d'Europe d'athlétisme en salle de 1980 à Sindelfingen ( Allemagne de l'Ouest)
  - 4e sur 60 m
  -  Médaille d'or sur 60 m haies
- Championnats d'Europe d'athlétisme en salle de 1981 à Grenoble ( France)
  -  Médaille d'or sur 50 m haies